# Даніло Мартеллі
Даніло Мартеллі (італ. Danilo Martelli, 27 травня 1923, Кастеллуккьо — 4 травня 1949, Суперга) — італійський футболіст, півзахисник, нападник.
Насамперед відомий виступами за клуби «Брешія» та «Торіно». Разом з партнерами по туринській команді трагічно загинув в авіаційній катастрофі на горі Суперга 4 травня 1949 року.
Триразовий чемпіон Італії. 

## Ігрова кар'єра
Народився 27 травня 1923 року в місті Кастеллуккьо. Вихованець футбольної школи нижчолігового клубу «Марцотто Манербіо».
У дорослому футболі дебютував 1941 року виступами за команду клубу «Брешія», в якій провів п'ять сезонів, взявши участь у 99 матчах чемпіонату. 
1946 року перейшов до найсильнішого на той час італійського клубу «Торіно», за який встиг відіграти лише три сезони. Більшість часу, проведеного у складі «Торіно», був основним гравцем команди. За цей час тричі виборював титул чемпіона Італії. 
Свій останній, третій, титул чемпіона Італії в сезоні 1948–49 Мартеллі отримав вже посмертно — 4 травня 1949 року команда трагічно загинула в авіакатастрофі на горі Суперга неподалік Турина. До кінця першості лишалося 4 тури, «Торіно» очолював турнірну таблицю, і всі загиблі гравці клубу посмертно отримали чемпіонський титул після того, як гравці молодіжної команди клубу, що догравали сезон в Серії A, виграли в усіх чотирьох останніх матчах першості. Варто зазначити, що їх суперники («Дженоа», «Палермо», «Сампдорія» та «Фіорентина») у цих матчах з поваги до загиблих чемпіонів також виставляли на поле молодіжні склади своїх клубів.

## Титули і досягнення
- Чемпіон Італії (3):

«Торіно»:  1946–47, 1947–48, 1948–49